# Gertrudis d'Helfta
Gertrudis d'Helfta (o Santa Gertrudis la Gran) (6 de gener de 1256 - 1302) va ser una mística i teòloga benedictina alemanya. Està reconeguda com a santa per l'Església Catòlica Romana, i està inscrita en el calendari general romà. Se celebra al ritu llatí el 16 de novembre.

## Biografia
Es coneix poc de la vida primerenca de Gertrudis. Va néixer a la festa de l'Epifania, el 6 de gener de 1256, a Eisleben a Saxònia-Anhalt (al Sacre Imperi Romanogermànic). A l'edat de quatre anys, va entrar a l'escola del monàstica del monestir de Santa Maria d'Helfta (hi ha un gran debat sobre si aquest monestir es descriu millor com benedictí o cistercenc), sota la direcció de labadessa, Gertrudis de Hackeborn. És possible que va ser oferta com a nena oblata a l'Església per pares devots. Tenint en compte que Gertrudis diu al seu llibre Legatus divinæ pietatis (‘Emissaris de la pietat divini’) que els seus pares feia molt de temps que havien mort quan escrivia el llibre, Però, també és possible que entrés a l'escola del monestir com a orfe.
Gertrudis va ser confiada a la cura de santa Matilde, germana menor de l'abadessa Gertrudis, i es va unir a la comunitat monàstica el 1266. Es desprèn dels seus propis escrits que va rebre una educació exhaustiva en diversos temes. Ella i la monja que van escriure els Llibres 1 i 3-5 del Legatus, eren molt familiaritzades amb les Escriptures, els Pares de l'Església com Agustí i Gregori el Gran, i també amb escriptors espirituals més contemporanis com Ricard i Hug de Sant Víctor, Guillem de Sant Thierry i Bernat de Claravall. D'altra banda, l'escriptura de Gertrudis demostra que era molt versada en la retòrica i el seu llatí és molt fluid.
El 1281, als vint-i-cinc anys, va experimentar la primera d'una sèrie de visions que van continuar durant tota la seva vida i que en van canviar el curs. Les seves prioritats es van allunyar del coneixement secular i cap a l'estudi de la bíblia i la teologia. Gertrudis es va dedicar fortament a l'oració personal i la meditació, i va començar a escriure tractats espirituals per al benefici de les seves germanes monàstiques. Gertrudis es va convertir en un dels grans místics del segle xiii. Juntament amb la seva amiga i professora Matilde, va practicar una espiritualitat anomenada «mística nupcial», és a dir, va arribar a veure's com la núvia de Crist.
Gertrudis va morir a Helfta, prop d'Eisleben a Saxònia, al voltant de 1302. El seu dia de festa se celebra el 16 de novembre. La data exacta de la seva mort és desconeguda. El 16 de novembre prové d'una confusió amb l'abadessa Gertrudis de Hackeborn.

## Obra

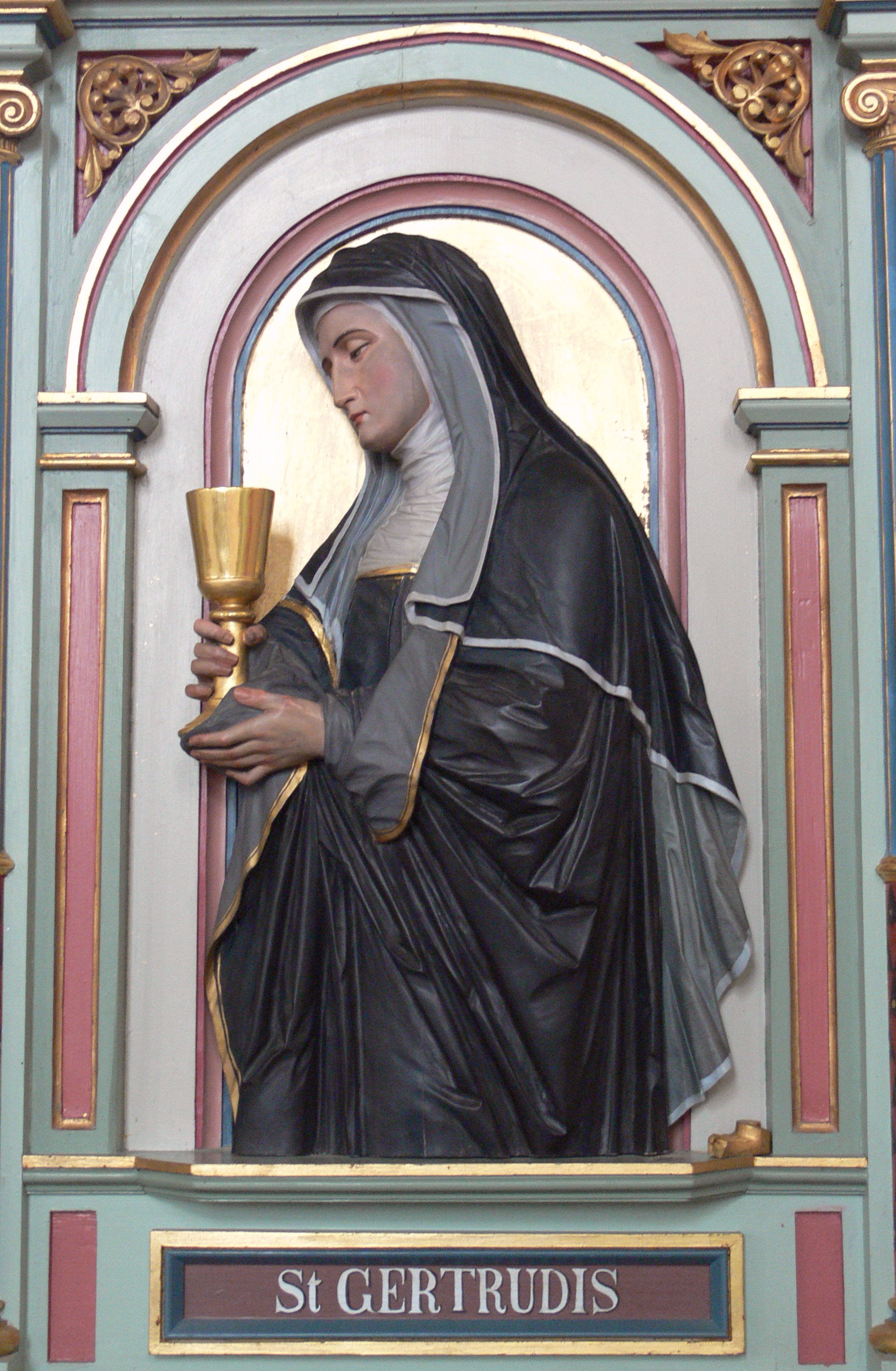
Gertrudis d'Helfta, església parroquial de Merazhofen, parades del cor

Gertrude va escriure molt, encara que només algunes obres van sobreviure. El supervivent més extens «Legatus Memorialis Abundantiae Divinae Pietatis» ('Els emissaris de l'amor diví', i de vegades anteriorment conegut com a Vida i revelacions), escrit en part per altres monges. També roman una col·lecció d'exercicis espirituals. Una obra coneguda com a Preces Gertrudianae (‘Oracions de Gertrudis') és una compilació posterior d'extractes dels escrits de Gertrudis i d'oracions compostes en el seu estil per d'altres. També és molt possible que Gertrudis fos l'autora d'una part de les revelacions de Matilde d'Hackeborn, el Llibre de la gràcia especial.
El Legatus està format per cinc llibres. El llibre 2 és el nucli de l'obra i va ser escrit per Gertrudis; hi afirma que va començar el treball el dijous de maig de 1289. Els llibres 3, 4 i 5 van ser escrits per una altra monja, o possiblement més d'una, durant la vida de Gertrudis i probablement almenys en part dictat per Gertrudis. El llibre 1 va ser escrit poc abans o després de la mort de Gertrudis com a introducció a tota la col·lecció. És possible que fos escrit pel confessor de Gertrudis, però és molt més possible que l'autor va ser una altra monja d'Helfta.
Marnau suggereix que el Llibre 1 va ser escrit després de la mort de Gertrudis. Segons Alexandra Barrett l'absència d'esment de la mort de Gertrude en el Llibre 1 implica que pot ser escrit abans de la seva mort.
Per al feligresos catòlics, la importància dels exercicis espirituals s'estén fins als nostres dies, com que es fonamenta en temes i ritus de la litúrgia de l'Església per a ocasions de baptisme, conversió, compromís, discipulació, unió amb Déu, lloança de Déu i preparació per a la mort.

## Devoció al Sagrat Cor
Una de les santes més estimades de l'occident cristià, va ser un notable devota primerenca del Sagrat Cor de Jesús. El llibre 2 dels Emissaris de l'Amor Diví es destaca dins de la història de la devoció cristiana perquè les descripcions de les visions de Gertrudis mostren una elaboració considerable sobre la llarga veneració però mal definida del Cor de Crist. Aquesta veneració va estar present en la creença que el cor de Crist va abocar una font redemptora a través de la ferida al seu costat; una imatge que culmina en la pronunciació més famosa per sant Bernard en el seu comentari sobre el Càntic dels Càntics. Les dones d'Helfta –Gertrudis sobretot, que segurament coneixien els comentaris de Bernard, i en menor mesura les dues Matildes (Matilde de Magdeburg i Matilde de Hackeborn)– van fer aquesta devoció el centre de llurs visions místiques. Gertrudis tenia una visió sobre la festa que provindria de Joan Evangelista que hauria recolzat el cap prop de la ferida al costat de Jesús i hi va sentir el batec del cor. Va preguntar a Sant Joan si, en la nit del sant sopar havia sentit aquestes pulsacions, per què mai n'havia parlat. Sant Joan hauria respost que aquesta revelació s'havia reservat per a edats posteriors quan el món, després d'haver-se refredat, hauria d'haver de reactivar el seu amor. Aquesta devoció es va perdre, fins que els jesuïtes la van revifar al segle xviii.

## Reputació i influència posteriors
Després de la seva mort, les obres de Gertrudis semblen haver desaparegut gairebé sense deixar rastre. N'han sobreviscut una desena de manuscrits del Legatus. El més antic data de la primeria del segle xiv, poc després de la mort de Gertrudis i es conserva a la biblioteca de la Universitat de Leipzig. Fins la descoberta d'aquest manuscrit a la primeria del segle xxi, es referia sempre a cinc altres, dels quals només dos completes, que daten del segle xv. Amb la invenció de la impremta, Gertrudis es va fer molt més popular, amb edicions llatines, italianes i alemanyes publicades des del segle xvi. Va ser popular a la França del segle xvii, on la seva confiança i ardor per Déu van ser antídotos potents per al jansenisme.
Felip Neri i Francesc de Sales van utilitzar les seves oracions i les van recomanar als altres. A Espanya, el pare Diego, el confessor de Felip II, va llegir les revelacions de Gertrudis al rei mentre moria a l'Escorial.
Les seves obres també van ser populars entre els Carmelites Descalços del segle xvi. El pare Francisco Ribera, el confessor de Teresa d'Àvila, va recomanar-li que portés Gertrudis com a amant i guia espiritual.
Més recentment, el benedictí Prosper Guéranger, el restaurador del monasticisme benedictí a França, va ser influenciat per Gertrudis. La seva Congregació de Solesmes va ser la responsable de la major part del treball realitzat sobre Gertrude al segle xix.

## Veneració

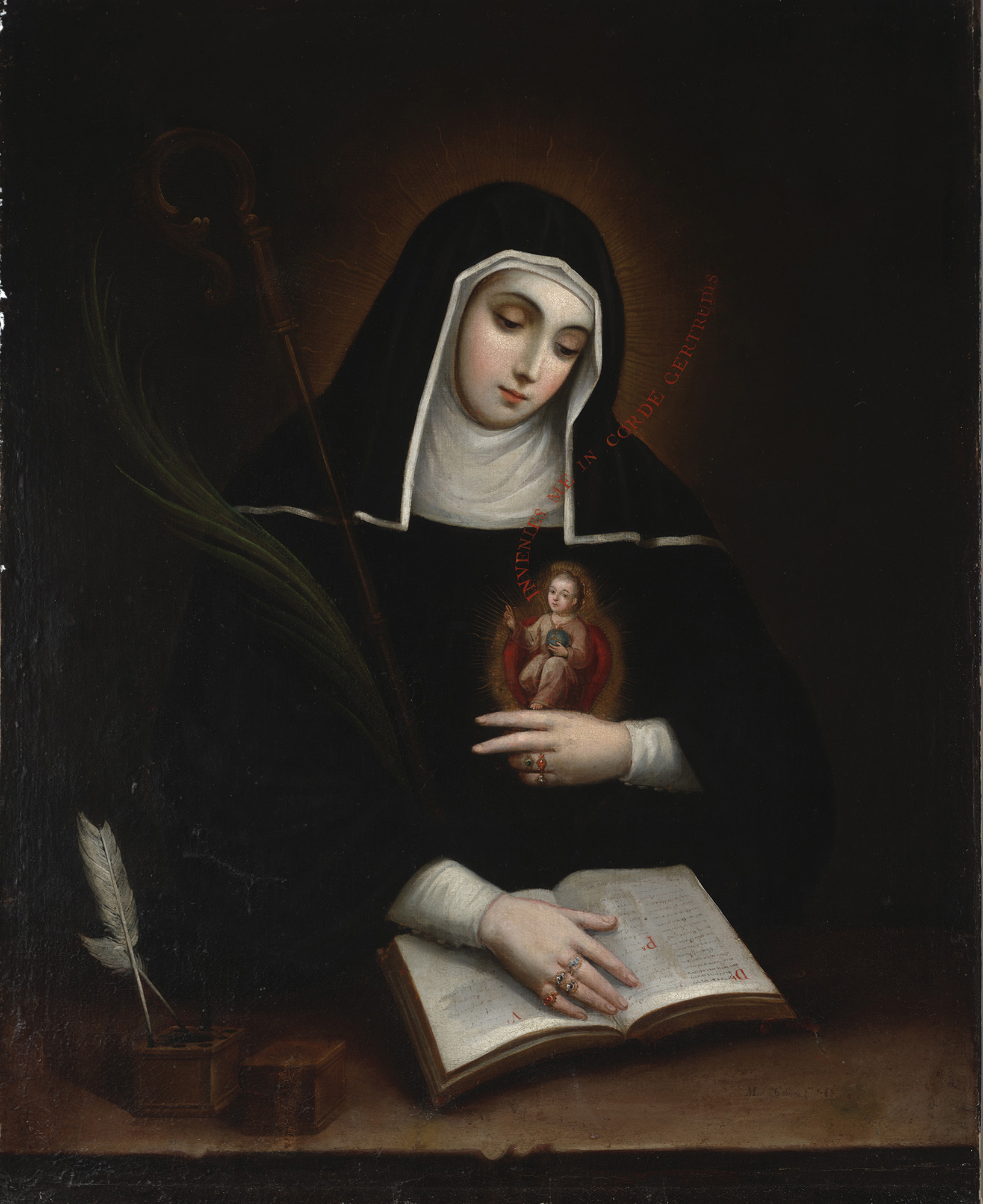
Santa Gertrudis, per Miguel Cabrera, 1763

Gertrudis mai no va ser canonitzada oficialment, però el 1606, Roma va aprovar una ofici litúrgic d'oració, lectures i himnes en el seu honor. La Festa de Santa Gertrudis va ser estesa a l'Església universal per Climent XII i avui se celebra el 16 de novembre, la data que es considera en què va morir. El papa Benet XIV li va donar el títol de «la Gran» per distingir-la de l'abadessa Gertrudis d'Hackeborn i reconèixer la profunditat de la seva visió espiritual i teològica.
Gertrudis va mostrar «simpatia tendra cap a les ànimes en el purgatori», i va instar les oracions per a ells. Per tant, és invocada per les ànimes que sofreixen en el purgatori. La següent pregària s'atribueix a santa Gertrudis, i sovint es representa a la seva estampa:
| « | Pare etern, us oferim la sang més preuada del vostre Fill Diví, Jesús, en unió amb les misses que es diguin avui a tot el món, per a totes les ànimes sagrades del purgatori, per als pecadors de tot arreu, pels pecadors de l'Església universal, la meva pròpia casa i la meva família. Amén. | » |

Potser per aquest motiu, el seu nom s'ha associat a una pregària que, segons una llegenda d'origen i data incerts, (no es troba a les «Revelacions de Santa Gertrudis la Gran»), Crist va prometre alliberar mil ànimes del purgatori cada vegada que fos pronunciada; malgrat que les pràctiques relatives a les suposades promeses d'alliberar una o més ànimes del purgatori per la recitació d'alguna oració van ser prohibides pel Papa Lleó XIII.

## Llegat
Durant segles posteriors, Gertrudis la Gran sovint es va confondre amb l'abadessa de santa Maria d'Helfta, Gertrudis de Hackeborn; com a conseqüència, sovint es representa de forma incorrecta en l'art portant un bàcul, com ara a la imatge que hi ha a la part superior d'aquesta pàgina.

## Obra
- Legatus Divinae Pietatis, també conegut com a Legatus Memorialis Abundantiae Divinae Pietatis. Escrit en llatí, s'en conserven una desena manuscrits complets o florilegis. Va ser traduït i comentat en moltes edicions antigues i modernes.[23]
  -  Gesandter der göttlichen Liebe (en alemany, traduït per johanna lanczkowski).  Heidelberg: Schneider, 1989, p. 606. ISBN 9783795307905.
  -  The herald of divine love (en anglès, traduït per margaret winkworth).  Nova York: Paulist Press, 1993 (Classics of Western Spirituality).